# Snowden (film)

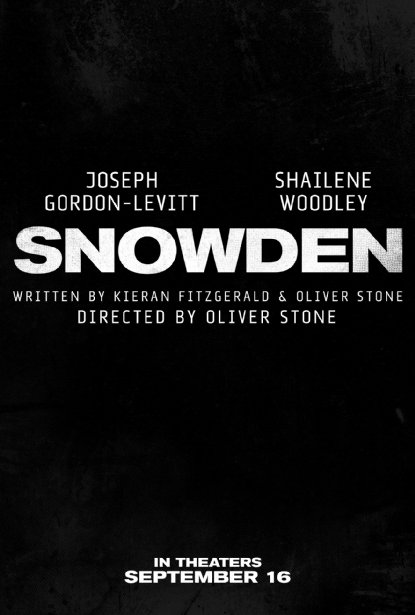
Filmposter

Snowden är en amerikansk biografisk film om visselblåsaren Edward Snowden, baserad på böckerna The Snowden Files av Luke Harding och Time of the Octopus av Anatoly Kucherena. Filmen är regisserad av Oliver Stone och planerades ursprungligen att ha biopremiär den 25 december 2015. I februari 2016 blev det känt att premiären flyttats fram till den 16 september 2016.

## Rollista (i urval)
- Joseph Gordon-Levitt – Edward Snowden[3]
- Shailene Woodley – Lindsay Mills[4]
- Scott Eastwood – Trevor James[5]
- Melissa Leo – Laura Poitras[5]
- Timothy Olyphant
- Zachary Quinto – Glenn Greenwald[5]
- Tom Wilkinson – Ewen MacAskill[5]
- Nicolas Cage – Hank Forrester[6]
- Keith Stanfield – Patrick Haynes
- Rhys Ifans – Corbin O’Brian
- Joely Richardson – Janine Gibson
- Ben Schnetzer – Gabriel Sol

## Produktion
I juni 2014 offentliggjordes det att Oliver Stone och Moritz Borman hade köpt filmrättigheterna till böckerna The Snowden Files av Luke Harding och Time of the Octopus av Anatoly Kucherena.